# マット・スタイツ
マシュー・スティーブン・スタイツ（Matthew Steven Stites, 1990年5月28日 - ）は、アメリカ合衆国・ミズーリ州ジェファーソン郡フェスタス出身のプロ野球選手（投手）。右投左打。MLB・アリゾナ・ダイヤモンドバックス傘下所属。

## 経歴

### プロ入り前
2010年、MLBドラフト33巡目（全体1000位）でシカゴ・カブスから指名されたが、契約には至らなかった。

### パドレス傘下時代
2011年、MLBドラフト17巡目（全体533位）でサンディエゴ・パドレスから指名され、6月11日に契約した。ルーキー級アリゾナリーグ・パドレスとA-級ユージーン・エメラルズでプレー。A-級では24試合に登板し、4勝0敗5セーブ、防御率1.93だった。
2012年はA級フォートウェイン・ティンキャップスで42試合に登板し、2勝0敗13セーブ、防御率0.74だった。
2013年はAA級サンアントニオ・ミッションズで46試合に登板し、2勝2敗14セーブ、防御率2.08だった。

### ダイヤモンドバックス時代
2013年7月31日にイアン・ケネディとのトレードで、ジョー・サッチャーと共にアリゾナ・ダイヤモンドバックスへ移籍。移籍後は虫垂切除術を行ったため未登板に終わった。
2014年はAA級モービル・ベイベアーズで開幕を迎え、5月にAAA級リノ・エーシズへ昇格。AAA級では17試合に登板し、0勝0敗12セーブ、防御率2.25と好投。6月19日にダイヤモンドバックスとメジャー契約を結び、同日のミルウォーキー・ブルワーズ戦でメジャーデビュー。3点ビハインドの8回表1死から登板し、0.2回を1安打無失点に抑えた。
2016年1月13日、コーディ・ホールの加入に伴いDFAとなった。